# Le Cœur régulier
Le Cœur régulier est un roman écrit par Olivier Adam et publié en 2010 aux éditions de l'Olivier. Ce roman a fait partie de la deuxième sélection du prix Goncourt la même année.

## Résumé
Sarah ne supporte plus sa vie depuis le suicide de son frère Nathan, il y a trois mois. Elle part sur ses traces au Japon, dans un petit village connu pour ses suicidés et pour celui qui est considéré comme un sauveur, Natsume. Cet ancien policier arpente les falaises pour convaincre les prétendants au suicide de rester en vie.

## Adaptations
En 2016, le roman est adapté dans le film Le Cœur régulier réalisé par Vanja d'Alcantara avec Isabelle Carré dans le rôle principal.